# 1958-as brüsszeli világkiállítás

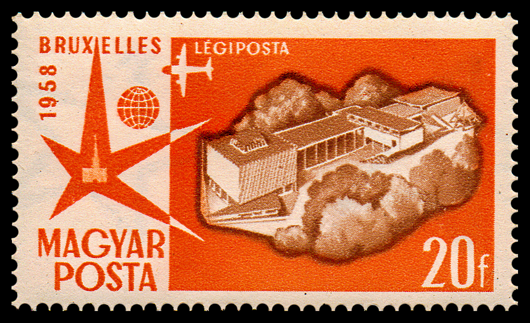
Az Expo '58 magyar postabélyegen

Az 1958-as brüsszeli világkiállítás vagy Expo 1958 (angolul: Brussels Universal and International Exhibition of 1958, franciául: Exposition Universelle et Internationale de Bruxelles de 1958, hollandul: Brusselse Wereldtentoonstelling van 1958) a belgiumi Brüsszel fővárosában került megrendezésre. Ez volt az első világkiállítás a második világháború után.

## Története
I. Baldvin belga király 1958. április 17-én nyitotta meg a belga főváros központjától hét kilométerre északnyugatra fekvő Baldvin király Stadionban. Az építmények nagy részét már az 1935-ös brüsszeli világkiállításhöz is felhasználták.
A helyszínen a legfontosabb és leghíresebb építmény az Atomium, egy 102 méter magas acélszerkezet, amely 165×109-szeresre nagyított vaskristályt ábrázol. André Waterkeyn építész tervezte, ideiglenesnek szánták (akárcsak annak idején az Eiffel-tornyot), de azóta folyamatosan karbantartják, és máig talán a belga főváros legismertebb szimbóluma lett.
A kiállítás október 19-én zárta be kapuit.

## A művészetben
A Seventh Army Symphony Orchestra október 10–11–12-én fellépett az amerikai pavilonban.
Az angol író, Jonathan Coe "Expo 58" című regényét a rendezvény sikátorai és pavilonjai közé helyezte.

## A résztvevők pavilonjai

Amerikai Egyesült Államok
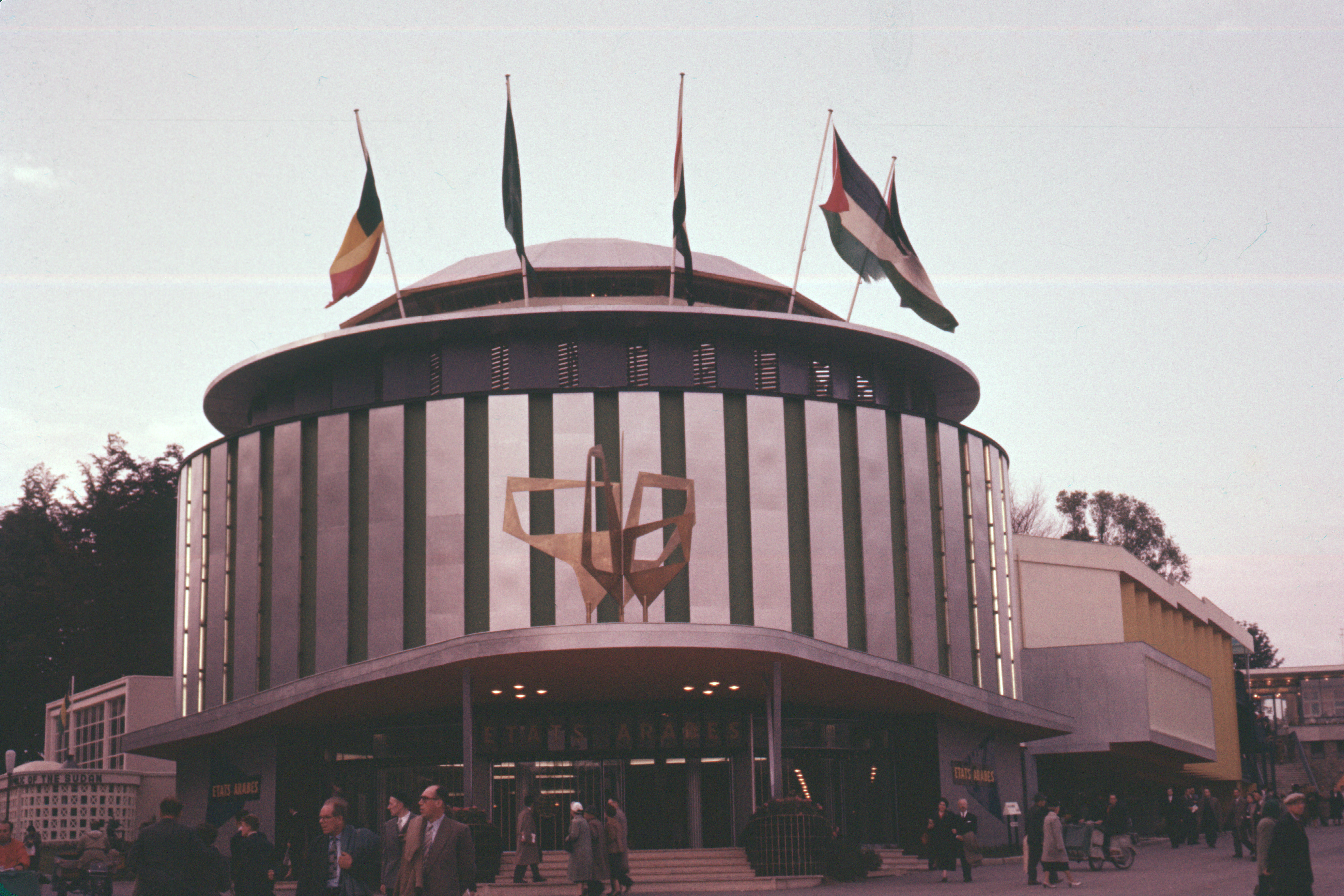
Arab államok
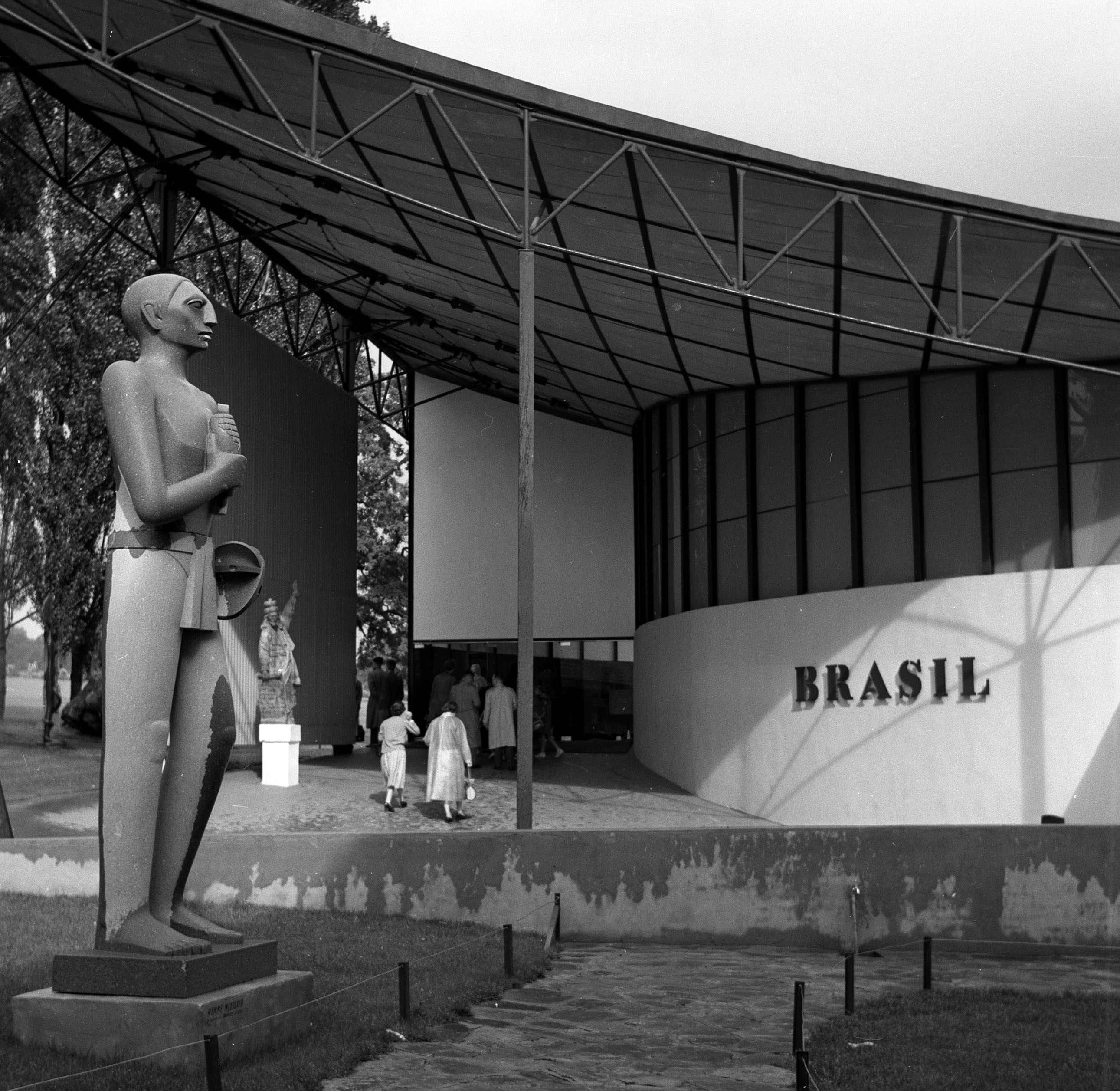
Brazília
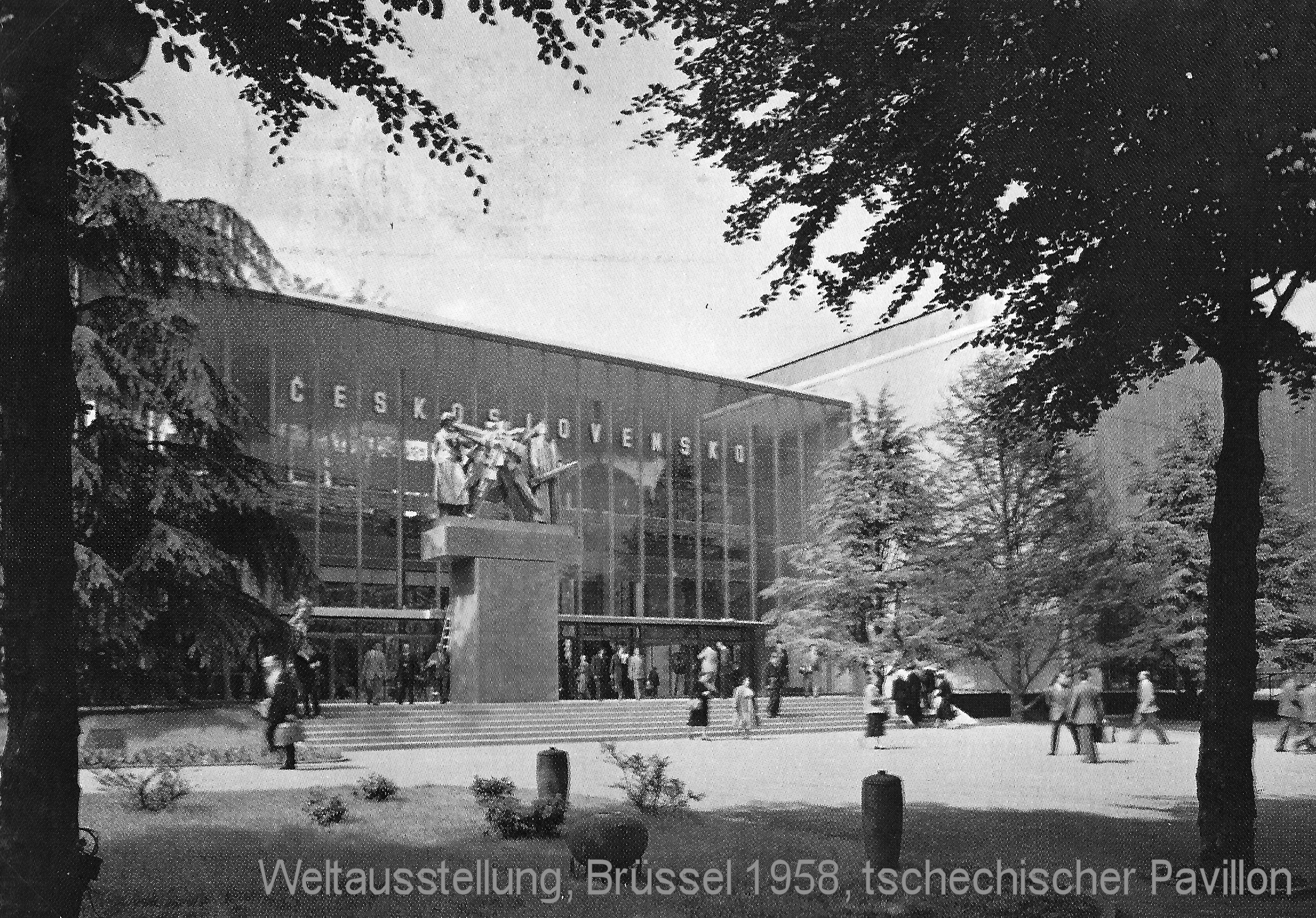
Csehszlovákia
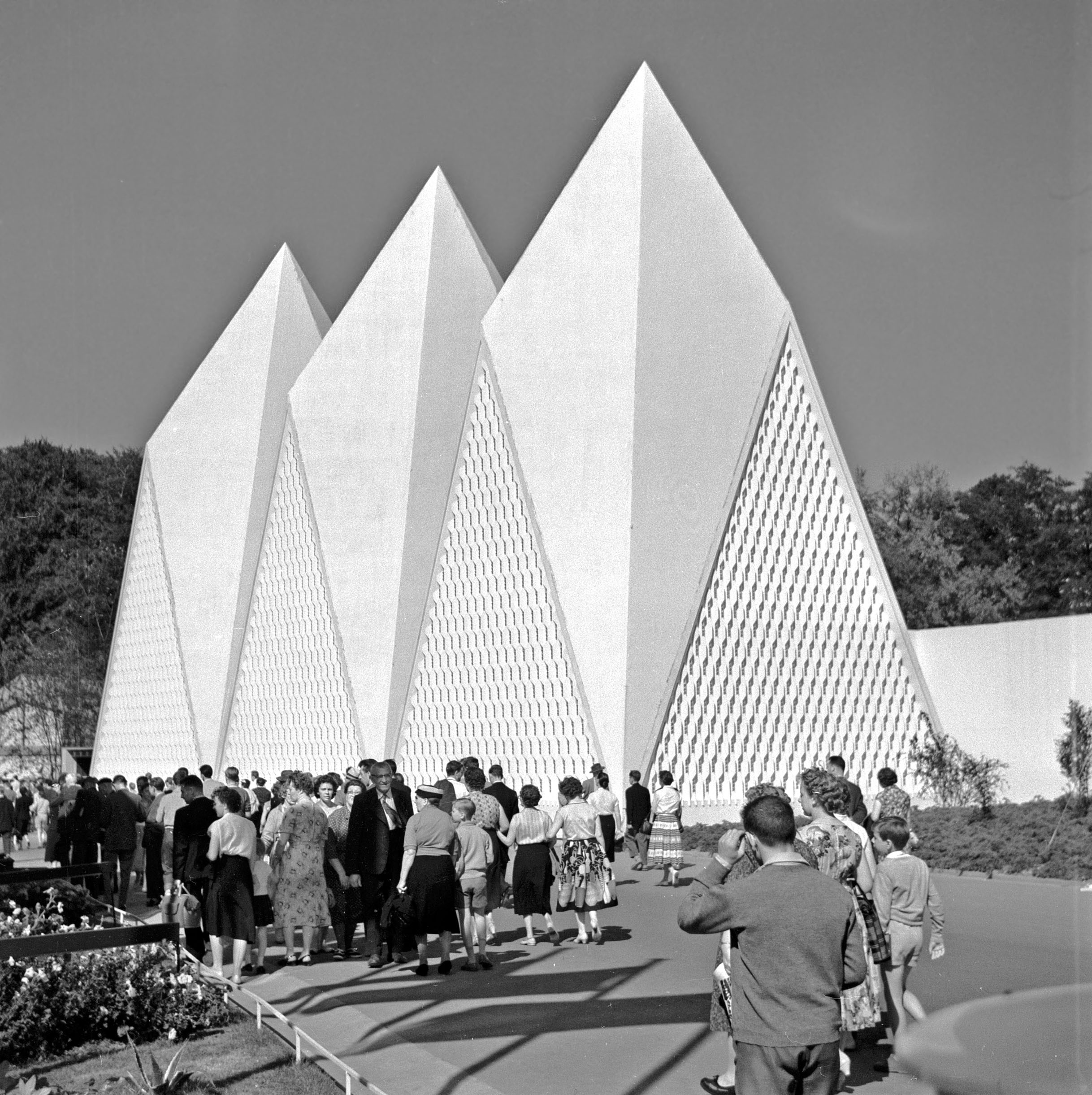
Egyesült Királyság
Franciaország
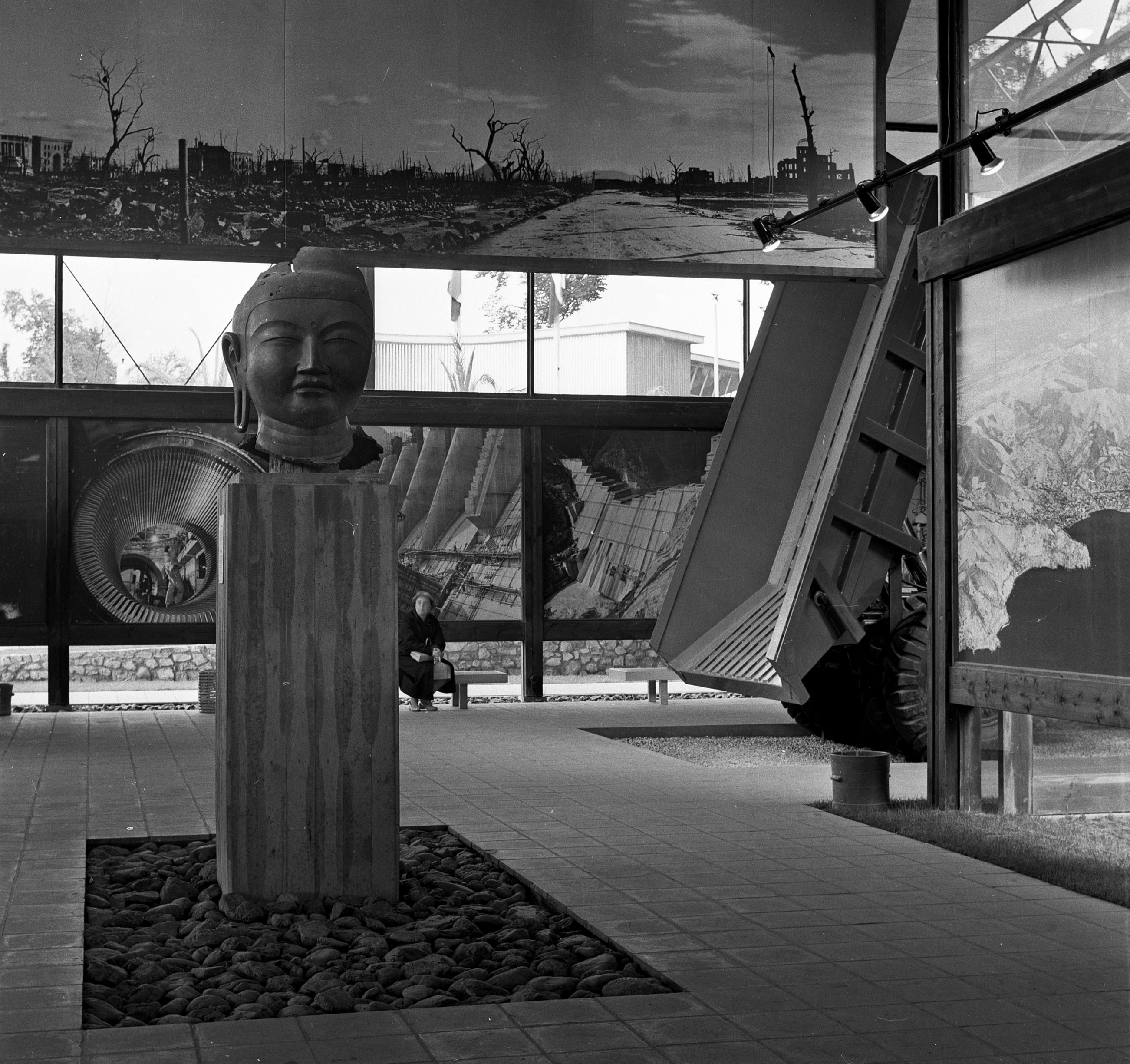
Japán
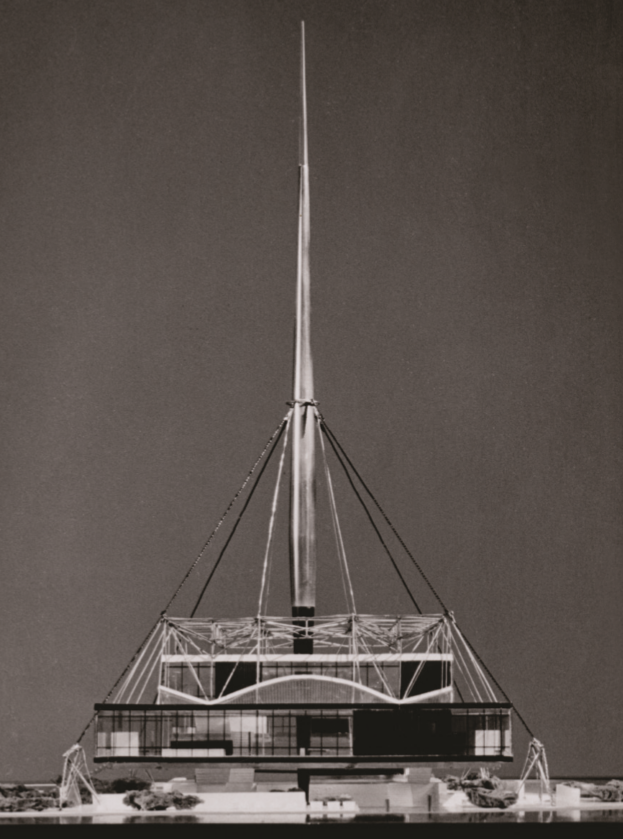
Jugoszlávia
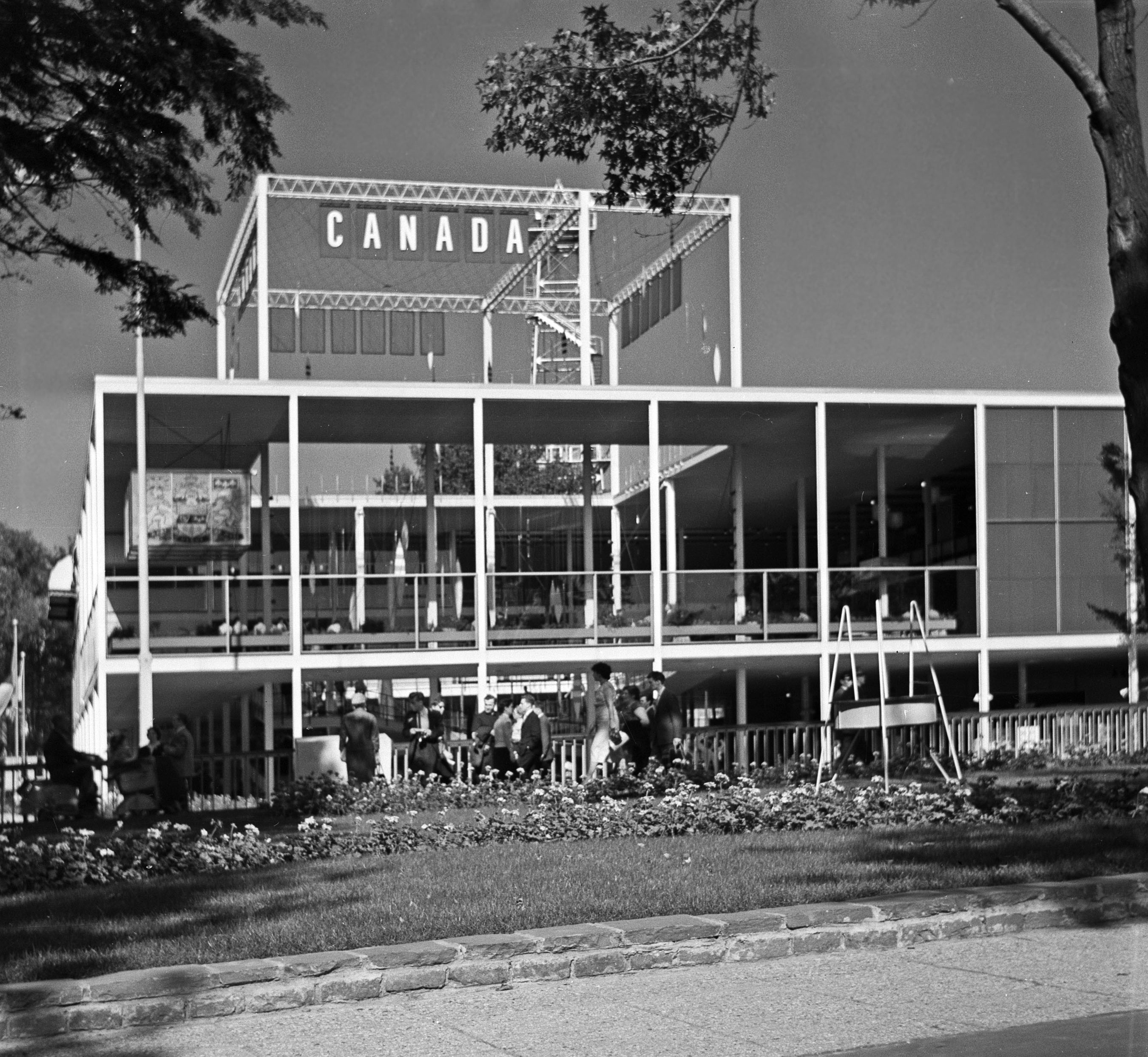
Kanada
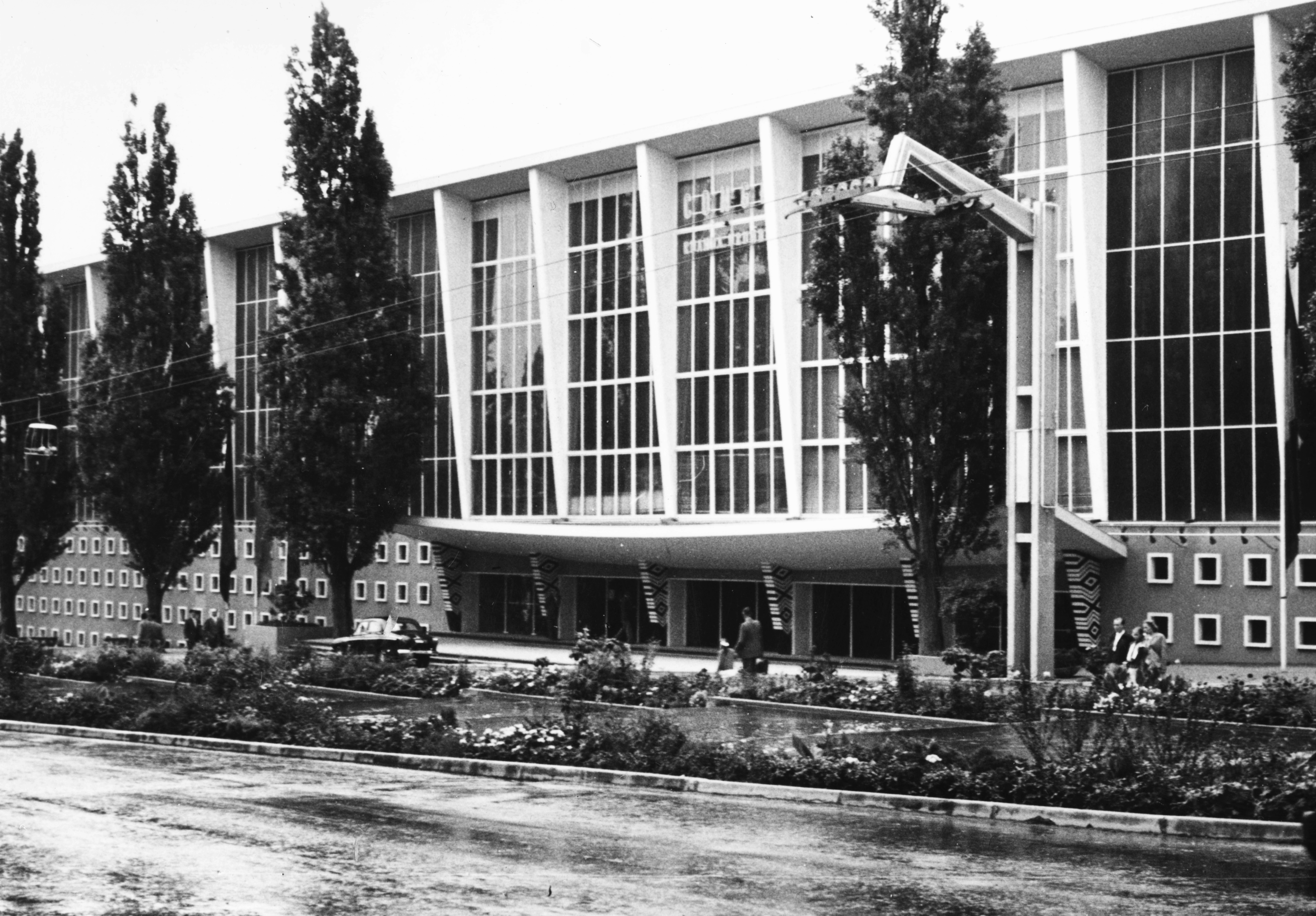
Kongó, Ruanda-Burundi
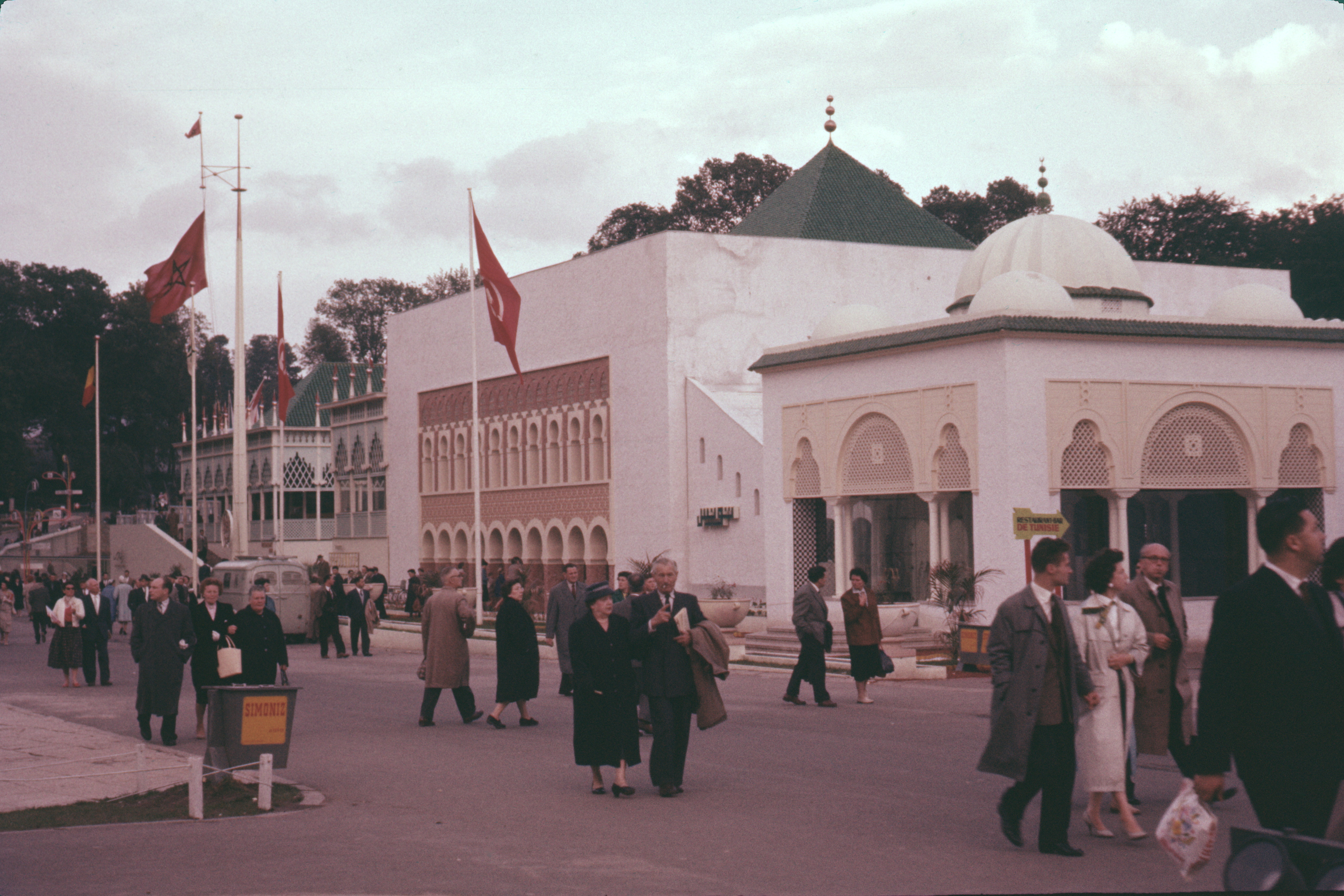
Marokkó
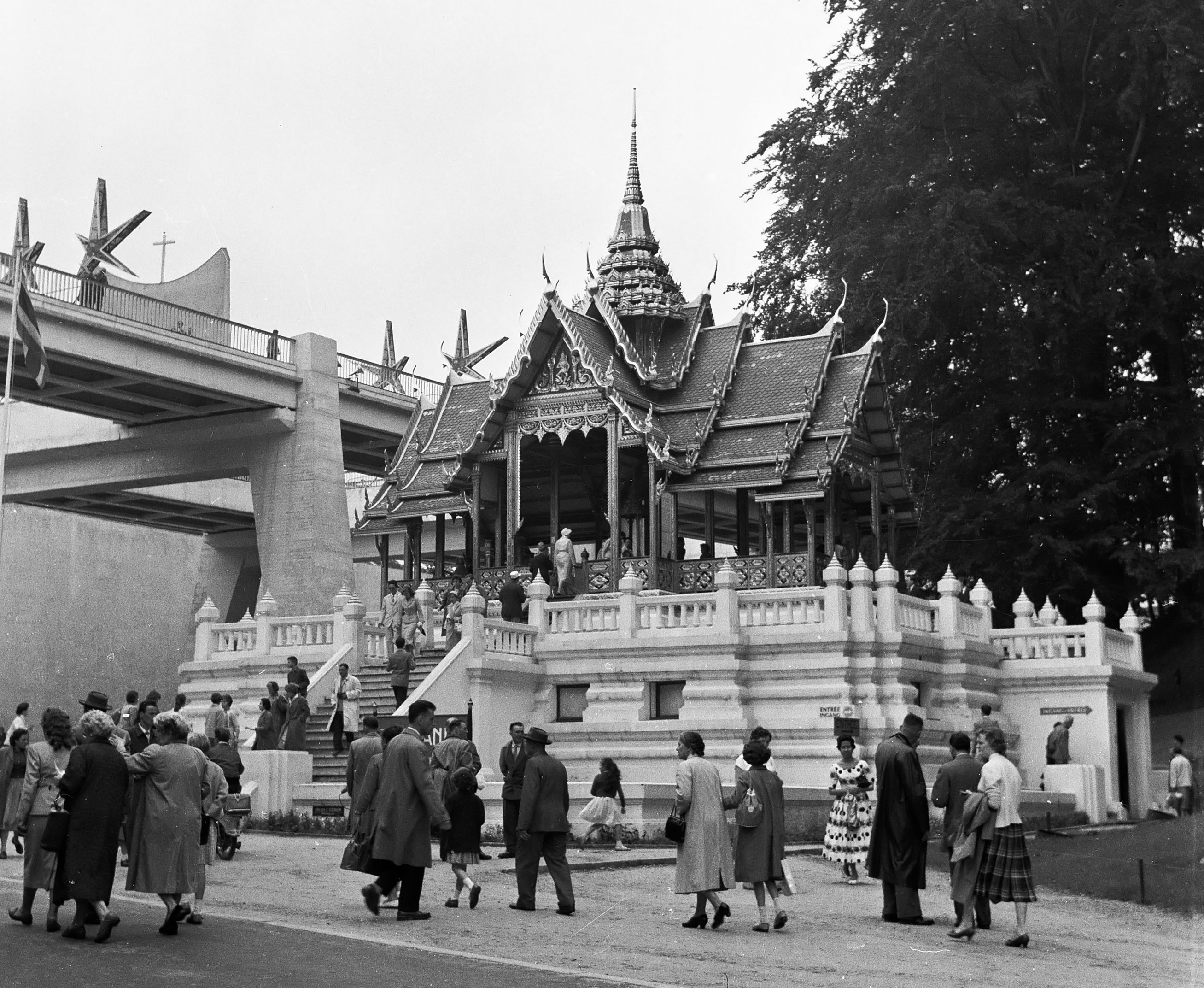
Thaiföld
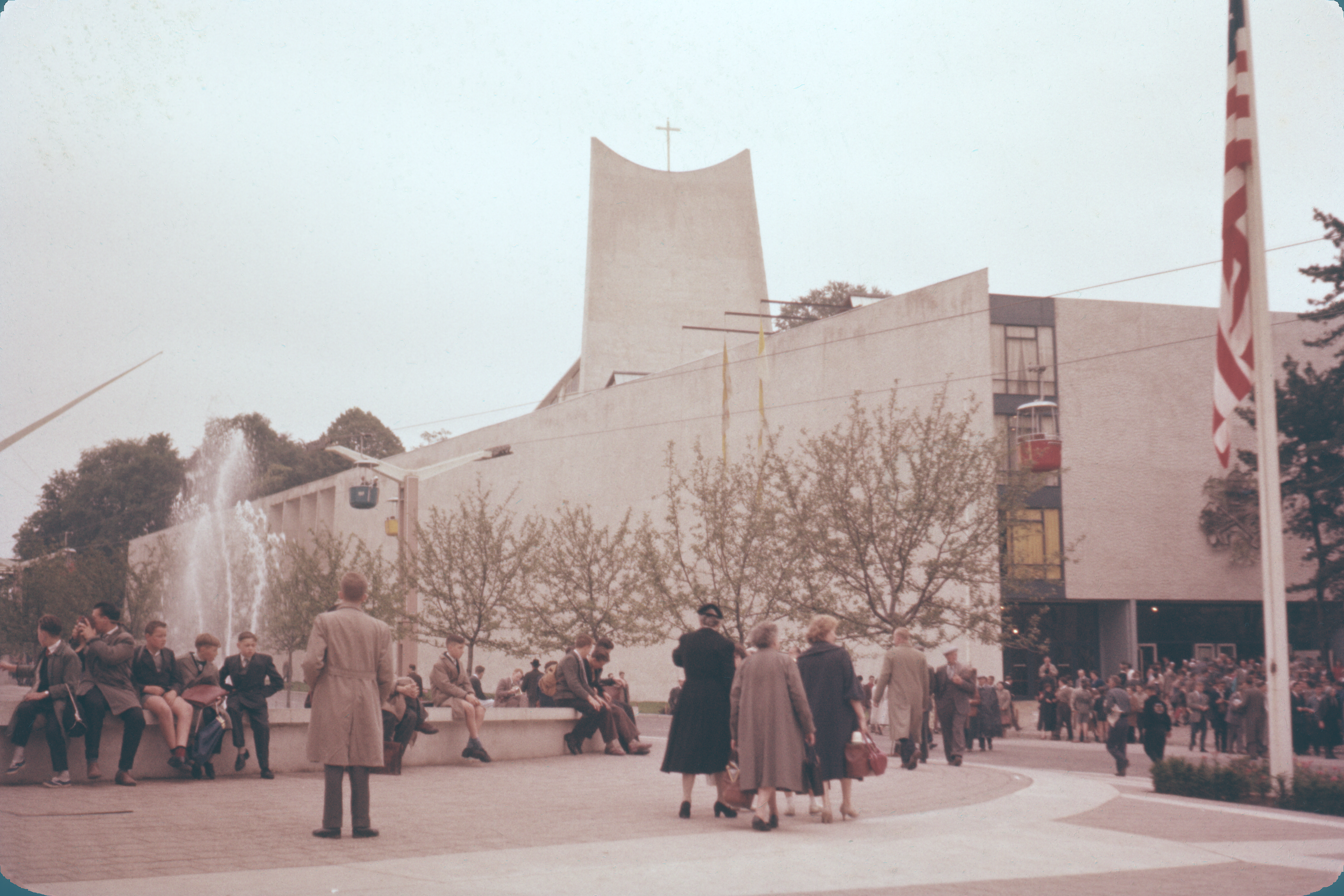
Vatikán

## Fordítás
- Ez a szócikk részben vagy egészben  az   Expo 1958 című olasz Wikipédia-szócikk ezen változatának fordításán alapul.  Az eredeti cikk szerkesztőit annak laptörténete sorolja fel. Ez a jelzés csupán a megfogalmazás eredetét és a szerzői jogokat jelzi, nem szolgál a cikkben szereplő információk forrásmegjelöléseként.